# Evidence of Luv/Get Wild
「Evidence of Luv/Get Wild」（エビデンス・オブ・ラブ/ゲット・ワイルド）は、超新星の8枚目のシングルである。2010年7月21日発売。

## 仕様
- 初回限定盤A （UPCH-9576）
  - PV収録DVD付
- 初回限定盤B（UPCH-9577）
  - チェンジング・ジャケット6種類ランダム封入
- 通常盤（UPCH-5661）

## 収録曲
1. Evidence of Luv
作詞：松井五郎・Kanata Okajima　作曲：小室哲哉　編曲：鈴木ヒロト
テレビ東京系「やりすぎコージー」エンディング・テーマ
2. Get Wild
作詞：小室みつ子　作曲：小室哲哉（補作詞・補作曲：Kanata Okajima）　編曲：鈴木ヒロト
TM NETWORK「Get Wild」のカヴァー。
テレビ朝日系「たけしの健康エンターテインメント!みんなの家庭の医学」エンディング・テーマ